# Bombardement de l'Ametettaï
Guerre du Mali
Batailles
Le bombardement de l'Ametettaï se déroule les 4 et 5 mars 2014, lors de l'intervention militaire au Mali. 

## Déroulement
Le 4 mars 2014, deux drones d'observation repèrent un groupe de djihadistes dans la vallée de l'Ametettaï. Ces drones Reaper, achetés récemment aux Américains par les Français, avaient effectué leur premier vol opérationnel en janvier 2014. Quant à la vallée de l'Ametettaï, elle avait été la principale base malienne d'AQMI et le principal théâtre de la Bataille de Tigharghâr livrée en février et mars 2013.
Selon le ministre français de la Défense, Jean-Yves Le Drian, les militaires français repèrent « une dizaine de djihadistes qui manipulaient des lance-roquettes autour d'une cache d'armes dans l'Adrar ».
Les Français engagent alors des avions Mirage 2000D basés à N'Djamena et des hélicoptères Tigre. L'opération débute le 4 mars en fin d'après-midi et s'achève par des frappes aériennes cinq heures plus tard,. Les djihadistes n'effectuent qu'un seul tir de roquette 122 mm qui ne cause aucune perte.
Selon Jean-Yves Le Drian, une dizaine de djihadistes sont tués. Selon un responsable de l'armée malienne, le bilan est plus précisément de 11 morts chez les islamistes. Quelques autres sont blessés et parviennent à s'échapper.
D'après RFI, le chef djihadiste Omar Ould Hamaha aurait été tué dans ce bombardement. Selon Le Monde, un autre chef, Abdelwaheb Al-Harrachi, meurt lors de l'opération.
Le 14 avril 2014, Abou Assem Al-Mouhajir, porte-parole d'AQMI, conteste le bilan donné par les Français et déclare que « Omar Ould Hamaha est bien vivant. Il n'a pas été tué par les Français contrairement aux déclarations du ministre français de la Défense et des médias français », il ajoute également que « les Français ont annoncé ces derniers temps la mort d'un grand nombre de Moujahidines mais ceci est sans fondement ».